# Hibanobambusa
Hibanobambusa is een geslacht van bamboe uit de grassenfamilie (Poaceae). De soorten van dit geslacht komen voor in Japan.

## Soorten
Van het geslacht zijn de volgende soorten bekend: 
- Hibanobambusa tranquillans